# Amiral Essen (frégate)
L'Amiral Essen est une frégate de la classe Amiral Grigorovitch en service dans la marine russe. Elle est nommée en l'honneur de l'amiral Nikolaï Ottovitch von Essen. 
Sa quille est posée au chantier naval Iantar à Kaliningrad le 8 juillet 2011, il est lancé le 7 novembre 2014 et mis en service avec le numéro de fanion 751 le 7 juin 2016. Après sa commission, le navire rejoint la 30e brigade de navires de surface de la flotte de la mer Noire basée à Sébastopol.

## Historique

### Intervention militaire russe dans la guerre civile syrienne
En mai et septembre 2017, au cours de l'intervention russe pendant la guerre civile syrienne, l'Amiral Essen tire des missiles de croisière Kalibr sur des villages en Syrie (respectivement dans les régions de Hama et de Deir ez-Zor).
Le 25 août 2018, la flotte de la mer Noire annonce son déploiement en compagnie de son navire jumeau Amiral Grigorovitch, effectuant un « passage prévu de Sébastopol à la mer Méditerranée » pour rejoindre le groupe opérationnel méditerranéen de la marine russe.

### Invasion russe de l'Ukraine

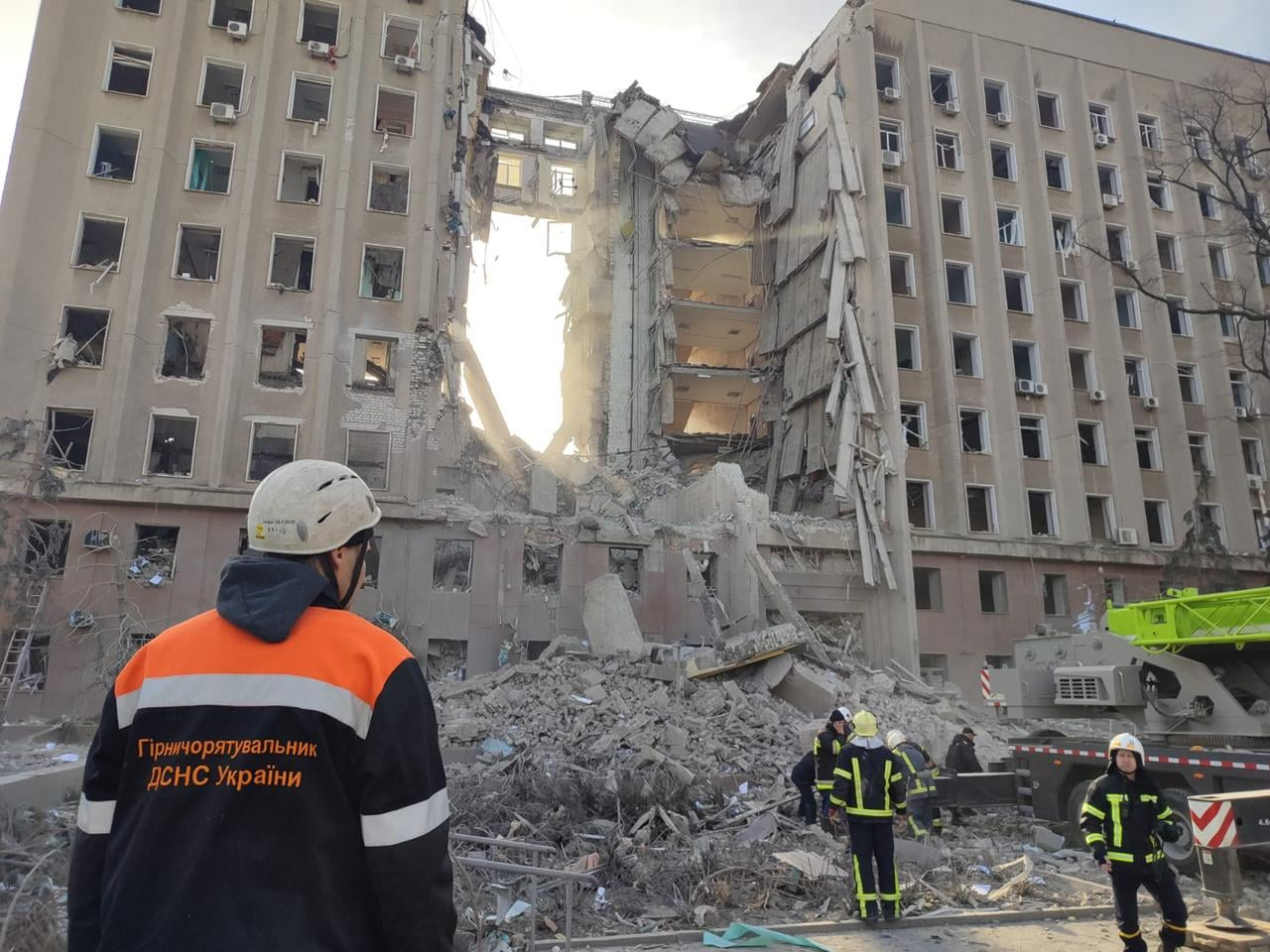
Le bâtiment du conseil régional de Mykolaïv partiellement détruit par des missiles de croisière lancés depuis lAmiral Essen le 29 mars 2022.

Lors de l'invasion russe de l'Ukraine, le navire est impliqué en 2022 dans des frappes de missiles de croisière contre des villes ukrainiennes.
Selon le conseiller Oleksiy Arestovytch, le navire est gravement endommagé le 3 avril 2022 par les forces armées ukrainiennes à la suite d'une attaque utilisant un système d'armes initialement non spécifié, signalé plus tard comme étant un missile de croisière antinavire R-360 Neptune,,.
Le 12 avril 2022, selon le ministère russe de la Défense, l'Amiral Essen aurait détruit un drone ukrainien Bayraktar TB2 au large de la Crimée, en utilisant deux missiles du système de missiles sol-air Shtil-1 ; aucune vidéo d'impact ou d'épave n'a été fournie,.
Entre le 1er et le 3 octobre 2023, les Amiral Essen et Amiral Makarov sont transférés à Novorossiïsk, dans le kraï de Krasnodar.